# Црква Светог Марка у Београду
Црква Светог Марка на Ташмајдану грађена је од 1931. до 1940. године у непосредној близини старе цркве из 1835. године, према плановима архитеката Петра и Бранка Крстића. Обликована је у духу архитектуре српско-византијског стила. По општем градитељском решењу, архитектонским формама и полихромији фасада, овај храм је пројектован према великом узору, цркви манастира Грачаница. Опремање и украшавање храма још није завршено. То је била највећа православна црква у предратној Југославији до тада.

## Историја
Црква Светог апостола и јеванђелисте Марка у Београду налази се на платоу уз северозападни крај парка Ташмајдан (стари каменолом). Данашња црква је у непосредној близини претходне мале гробљанске капеле Светог Марка из доба кнеза Милоша Обреновића изграђене 1835. године на темељима још старије палилулске цркве, испред које је био прочитан хатишериф турског султана 1830. године о независности и кнежевском устројству Србије. Црква је сматрана за гробницу породице Обреновић.
Ктитор те цркве био је ортак у трговини кнеза Милоша - Лазар Панча трговац, родом из Катранице у Македонији, који је умро 24. марта 1831. године. Лазар је оставио кнезу своје имање са аманетом да ту на Палилули подигне цркву за његову душу. Кнез је тако и поступио и 1835. године подигао цркву а 1838. године поставио на цркву са северне стране "записну плочу" о ктиторству Панчином. Код цркве је о храмовној слави одржаван вашар.
Зидање цркве Светог Марка је започето за време владавине Александра I Карађорђевића, а грађење је трајало дуго и са одлагањима у периоду 1931—39. године (предузимач је био мењан, стари није дозвољавао приступ новом пре завршетка спора са црквеном општином, у јулу 1935). Крст на централном кубету, висок пет метара и тежак 2.200 кг освећен је 8. јуна 1936. Црква је обложена каменом у јесен 1937, чиме су завршени спољни радови и исцрпена средства. У мају 1940. је саопштено да су обезбеђена средства за довршење цркве, од "продаје огромног плаца са Таковске улице". Уређење ентеријера је започето 1940. године, прекинуто почетком Другог светског рата.

## Архитектура и унутрашњост
Црква је обликована у српско-византијском стилу, традицији у којој су подизане све цркве новијег доба у Србији, а који су очували особине српске црквене средњовековне архитектуре. Црква Светог Марка је основе развијеног двоструко уписаног крста, видљивог у сводовима, има припрату са галеријом и високим звоником, петострану олтарску апсиду и пет купола. Ово је био „први црквени објекат по узору на византијску архитектуру изведен у армиранобетонској конструкцији“, са централним грејањем и електричним звонима, прави спој српско-византијског наслеђа и савремених техничких достигнућа. Фасаде су оживљене облогом од две врсте камена: светлог беловодског пешчара (Беле воде, Крушевац) и црвеног грзанског камена (Грзе, Параћин). Димензије храма су 65 х 42 м, висина је 60 м, док је пречник главне куполе 10 м.
Архитекте браћа Крстићи постигли су инспирацију Грачаницом, али грандиозним димензијама и пропорцијама, у складу са идејом о намени ове цркве као нове престоне цркве главног града Краљевине Југославије, која би могла да прими велики број људи приликом приређивања свечаности поводом државних празника. У унутрашњости, испред олтара са јужне стране постављени су тронови за патријарха и краља. Мозаик са представом патрона цркве Светог апостола Марка над главним улазом извео је сликар Вељко Станојевић 1962, а мермерни иконостас је пројекат архитекте Зорана Петровића из 1991/92. године, на који су четири године касније постављене мозаичке иконе, дело сликара Ђуре Радловића.
Због посебних архитектонских и урбанистичких квалитета, црква Светог Марка у Београду утврђена је за споменик културе Решењем Завода за заштиту споменика културе града Београда бр. 1509/1 од 20.10.1975. године.
У јужном делу наоса налази се саркофаг са моштима цара Душана, које су заслугом теолога и историчара Радослава Грујића 1927. пренесене из царске задужбине манастира св. Арханђела код Призрена прво у Патријаршију, а потом 1968. у цркву Светог Марка. На северној страни је гробница од белог мермера у којој су сахрањени земни остаци патријарха Германа Ђорића. Последњи краљ из династије Обреновића краљ Александар Обреновић и његова жена Драга Машин су сахрањени у крипти цркве, у којој се осим њих налази још неколико владика и чланова династије Обреновић епископи нишки Виктор, шабачки Гаврило, тимочки Мојсије и митрополит Теодосије, као и први ктитор мале цркве, трговац Лазар Панча. Осим краљевског пара, у крипти су гробнице и кнеза Милана М. Обреновића, Ане Ј. Обреновић и кнежевића Сергија М. Обреновића.
У цркви се чува једна од најбогатијих збирки српских икона 18. и 19. века.
У непосредној близини данашње цркве светог Марка на Ташмајдану, 1830. године, прочитан је султанов хатишериф о признавању аутономије Србији унутар турске царевине. Непосредно уз данашњу велику цркву стајала је стара црква коју је подигао кнез Милош, те на тај начин обележио то историјско место. Стара црква је уништена у бомбардовању Београда 1941. године, остаци су уклоњени 1942. године.
Још у време градње је било приговора због тога што је црква заклоњена Палатом Главне поште и стамбеном зградом ("ЈАТ"). По замисли општинског урбанисте Коваљевског, стамбена зграда би била срушена а на Ташмајдану би се изградиле многе палате.
У унутрашњости цркве постоји више мозаика од муранског стакла које је урадио Ђуро Радловић.

## Галерија
- Руска црква Свете Тројице се налази уз цркву Светог Марка
- Северна страна цркве
- Иконостас
- Саркофаг Душана Силног
- Један од два споредна улаза у цркву
- Детаљ
- Детаљ
- Протест испред цркве поводом контроверзног Закона о слободи вероисповести, 2020.
- Обред на Врбицу - Лазареву суботу 2023.